# Paranotoniscus latus
Paranotoniscus latus là một loài chân đều trong họ Styloniscidae. Loài này được Barnard miêu tả khoa học năm 1932.